# Acacia awestoniana
Acacia awestoniana é uma espécie de leguminosa do gênero Acacia, pertencente à família Fabaceae.